# Allodia montana
Allodia montana är en tvåvingeart som beskrevs av Zaitzev 1994. Allodia montana ingår i släktet Allodia och familjen svampmyggor. Inga underarter finns listade i Catalogue of Life.